# Xul Solar
Oscar Agustín Alejandro Schulz Solari, más conocido como Xul Solar (San Fernando, 14 de diciembre de 1887-Tigre, 9 de abril de 1963) fue un pintor, escultor, escritor, músico, astrólogo, esoterista, inventor y lingüista argentino.

## Biografía
Sus padres fueron Emilio Schulz (alemán báltico) y Agustina Solari (italiana). Tuvo una hermana menor, Sara, que falleció de fiebre tifoidea, enfermedad que él también padeció. 
Cursó sus primeros estudios en el Colegio Francés Fermy y luego en el Colegio Inglés. Comenzó estudios de violín, pero luego debió abandonarlos a causa de sufrir un accidente de caballo.
Después de su niñez en San Fernando, su familia se muda a Capital Federal donde asiste al Colegio Nacional Sección Norte del barrio de Palermo. 
Trabajó colaborando con su padre, que era ingeniero de la Penitenciaría Nacional. 
En 1905 comienza la carrera de arquitectura, que dos años después abandonaría. 
En el ámbito familiar existía un gran interés por la música, su padre tocaba la cítara y su abuelo había sido pianista. Xul Solar aprendió a tocar estos dos instrumentos y gustaba de las composiciones de Bach y de Wagner. Sentía inclinación por la música y las artes plásticas, más adelante se interesaría por los idiomas, las religiones y la astrología; entre otras disciplinas.
Hacia 1911 concurre frecuentemente a espectáculos musicales; alienta, a su amigo Juan de Dios Filiberto a compenetrarse con el ámbito de la música sinfónica. Filiberto rememora años después, la noche en que Xul lo lleva a escuchar la Novena Sinfonía de Beethoven al Teatro Colón. También, entabla amistad con el maestro italiano Vicente Scaramuzza, profesor de piano en el Conservatorio Nacional de Música de Buenos Aires, dirigido por Alberto Williams.

### Características personales
Fue una persona de carácter polifacético, versado  en astrología, ciencias ocultas, idiomas y mitologías. Su amigo Jorge Luis Borges contribuyó a que se lo conociera, exaltando su figura singular, antes que su obra. Según Borges, Xul había creado varias cosmogonías en una sola tarde.
Conocedor de aproximadamente veinte idiomas, como el francés, el italiano, el inglés, el japonés, el sánscrito, el arameo, el guaraní, el alemán, el ruso, entre otros. Logró crear dos lenguas construidas: la panlengua y el neocriollo. También creó el panajedrez, en el que las casillas convencionales eran más y se relacionaban con las constelaciones y los signos zodiacales.  Inventó un teclado de piano conformado por tres filas de teclas con colores y relieves con una escala musical de seis notas.
Su curiosidad era inagotable. Sus intereses abarcaban temas como matemática, biología, metafísica, arquitectura, música, escrituras persas y árabes, religiones musulmanas, el Sufismo de Rumi, los Upanishad del hinduismo, el Zend Avesta, la alquimia, San Francisco de Asís, el budismo zen, I Ching y la astrología. Su biblioteca estaba compuesta por más de tres mil títulos.
Xul Solar era un profundo conocedor de la astrología y a partir de 1939 comenzó a diseñar cartas astrológicas.
Borges lo definía como:

Hombre versado en todas las disciplinas, curioso de todos los arcanos, padre de escrituras, de lenguajes, de utopías, de mitologías, huésped de infiernos y de cielos, autor panajedrecista y astrólogo perfecto en la indulgente ironía y en la generosa amistad, Xul Solar es uno de los acontecimientos más singulares de nuestra época.
J. L. Borges, Prólogo catálogo exposición. Buenos Aires, Galería Samos, 1949.

Jorge Martines, periodista y editor del suplemento de Cultura del diario La Prensa, escribe:

Como Xul no era dado a las confesiones, recuperar su vida equivale a contarla a través de la impresión que dejó en quienes lo conocieron. Que en su caso fue casi siempre agradable, positiva pese a las excentricidades, o tal vez a causa de ellas. Y no resulta ocioso recordar que esos amigos y conocidos fueron Borges, Marechal, Macedonio Fernández, Pettoruti, Girondo, Bioy Casares y una larga lista de lo mejor de la cultura argentina de la primera mitad del siglo XX.

El misterioso Xul Solar era para ellos un amigo entrañable, un ser cordial, aniñado y juguetón que sin embargo inspiraba respeto y autoridad, un personaje que parecía creado para la literatura, y por eso Marechal lo transmutó en el astrólogo Schultze del Adán Buenosayres y Borges, según Abós, alude a él de manera constante en "Tlön Uqbar Orbis Tertius", amén de citarlo, evocarlo o parafrasearlo en distintos lugares de su obra.

En contraposición con todas las cualidades anteriormente detalladas, era de una personalidad austera y de gran sencillez. No volvió a realizar grandes viajes después de regresar de Europa, pasaba mucho tiempo en su casa. salía ocasionalmente a caminar, a encontrarse con algún amigo, o a rezar en la Parroquia Nuestra Señora del Valle.

### Su periodo por Europa, 1912-1924
Con la intención de convertirse en monje tibetano, se embarca rumbo a Hong Kong en abril de 1912, pero al llegar a Londres decide permanecer un tiempo en Europa, período que se extendería por doce años, residiría en París, Florencia, Milán y Múnich. Desde Londres viajó a París y desde allí a Turín; en esta ciudad tuvo contacto con el colectivo expresionista “Der Blaue Reiter”, grupo creado en Berlín por Vasili Kandinski y Franz Marc. en la ciudad de Zoagli, cercana a Génova, está la casa de su familia materna, ese será su punto base, allí pasará los veranos y las fiestas.
En París, durante una breve visita en 1914, conoce Aleister Crowley, un ocultista de reconocida fama. Crowley le enseña la manera de tener visiones a través del I Ching; Xul Solar vuelca estas enseñanzas en un texto al que llamaría “Los San Signos”. En enero de 1915 regresa a París, donde se queda por nueve meses. Algunos argentinos que compartieron su estadía en esta ciudad, como Alfredo Guttero y Vicente Forte, lo recuerdan vistiendo un poncho a rayas celestes y blancas, al lado de Picasso y Modigliani.
En julio de 1916 viaja a Florencia, donde permanece hasta marzo de 1917, allí conoce al pintor Emilio Pettoruti, con quien recorrería varios países. Conoce  también al artista Achille Lega, representante del futurismo toscano; y a Piero Marussig, futuro integrante del grupo Novecento. Es también en este año, que cambia su nombre a “Xul Solar”, unificando el apellido paterno (Schulz), convirtiéndolo en anagrama del vocablo del latín lux (luz), y el apellido materno (Solari), al cual relaciona con el suelo y el sol. Comenzará a firmar sus pinturas con el nuevo nombre después de 1918.
Viaja a Milán en julio de 1918. Allí permanecería aproximadamente un año y medio. Crea una serie de proyectos a los que denomina Bau o Estilos, consistentes en arquitecturas, montadas en pequeñas cartulinas con elementos de naturaleza mística y simbólica correspondientes a diferentes culturas, algunas de estilo neogótico, parecidas a catedrales como la de Milán, otras, semejantes a las arquitecturas de los templos orientales.
En noviembre de 1919 se instala en Londres, donde permanece hasta mayo de 1920. Allí adquiere gran cantidad de material de lectura sobre teosofía y ciencias ocultas.
En 1920, realiza en Milán su primera exhibición individual.
En 1921 decide trasladarse a Múnich para asistir a los “Talleres de Arte y Enseñanza”, donde había enseñado Paul Klee, permanecería en esta ciudad hasta diciembre de 1923, donde tomaría contacto con las obras de este artista. No se sabe con certeza si se conocieron personalmente, aunque muchos estudiosos han investigado los vínculos entre la actividad artística y las búsquedas espirituales de ambos. 
Para Xul también eran de importancia las obras de Kandinsky y de Hans Reichel; se sabe que no conoció a Kandinsky pero sí a Reichel, con quien mantuvo una estrecha amistad.
Además se conectaría con los referentes del expresionismo alemán. En este mismo período, en 1923, realizó un viaje a Stuttgart con el fin de concurrir a las conferencias del filósofo Rudolf Steiner sobre arte y educación.
La idea de Xul y Pettoruti era llevar el arte de vanguardia a la Argentina; el regreso tendría el objetivo de revalorizar las raíces nacionales y el americanismo. En una postal, escrita poco antes de su viaje, Xul manifiesta: “Haremos gran golpe”.
Luego de una breve residencia en París, Xul viaja rumbo a Hamburgo, donde se encontraría con Pettoruti con el propósito de regresar juntos a la Argentina. Zarpan en junio para Buenos Aires en el buque Vigo. El equipaje de Xul incluye casi 100 pinturas, los marcos que él mismo había construido y doscientos veintinueve libros adquiridos, la mayor parte en Alemania; de temáticas tan variadas como; literatura, filosofía, música, mística, magia, arte de vanguardia, arte precolombino y arte africano.

### Regreso a Buenos Aires
En julio de 1924, Xul Solar y Emilio Pettoruti arriban a Buenos Aires. 
El ámbito artístico de aquella época era convencional y ortodoxo. En la pintura argentina de esos años, no se habían generado movimientos comparables al expresionismo, al surrealismo o al cubismo; dominaba el paisajismo. Poco espacio dejaba esta situación para la singular estética de Xul o Pettoruti. Esto los lleva a vincularse con los movimientos vanguardistas de esos años. Se contacta con Oliverio Girondo, Macedonio Fernández, Victoria Ocampo, Norah Lange; algunos de ellos integrantes del Grupo de la revista Sur. También se incorpora a la revista Martín Fierro donde nace su amistad con Jorge Luis Borges y Leopoldo Marechal; este último crearía el personaje del astrólogo Schultze, para su novela “Adán Buenosayres”, inspirado en Solar. En el ámbito pictórico compartió sus obras con artistas argentinos como Antonio Berni, Raúl Soldi, Juan Carlos Castagnino y el ya citado Emilio Pettoruti.
Su primera exposición en Argentina fue en diciembre de 1924, en la muestra colectiva “Primer Salón Libre”, en la Galería Witcomb de Buenos Aires.

#### 1924. Amistad con Jorge Luis Borges
Xul conoce a Borges al regresar de Europa en 1924, el mismo año Borges había regresado de una estadía de un año en España.
Solar era doce años mayor que el escritor, quien había publicado recientemente su primer libro de poesía. 
Borges queda admirado por los conocimientos esotéricos de Xul, sus profecías sobre la globalización, y sus invenciones lingüísticas; la panlengua y el neocriollo.
Lo califica de este modo:

Quizás el único cosmopolita, ciudadano del universo que he conocido, fue Xul Solar.
 J. L. Borges, fragmento de un discurso incluido en "Textos recobrados (1956-1986)" 

Con la panlengua, Xul intentaba lograr una lengua común para mejorar la comprensión entre las naciones. Inspirado en esta idea, Borges escribiría en 1940, el cuento "Tlön, Uqbar, Orbis Tertius".
A mediados de la década del ’20 Borges publicó “El idioma de los argentinos”, a pedido del escritor, Xul se encargó de ilustrarlo.
Vivían a unas pocas cuadras de distancia, en el Barrio de Recoleta, a menudo realizaban el trayecto de una a otra casa varias veces seguidas, sin terminar de despedirse, sólo por el placer de conversar.
La doctora en Letras Patricia Artundo, curadora de muchas de las exposiciones dedicadas a Xul, explica:

"Eran amigos y pares. Borges lo encontraba absolutamente estimulante, sobre todo cuando Xul hablaba del enriquecimiento del idioma; encontró en él una persona que es capaz de pensar de otra manera, de salir de las normas impuestas por la Academia"

Y agrega:

"Sus diálogos excedían sus respectivas disciplinas, en el sentido de que ni Xul estaba limitado a su pintura ni Borges a la literatura. Tenían otros intereses que los acercaban, otras afinidades. Podían mantener un diálogo en términos intelectuales pero a la vez creativos, además de lo puramente afectivo"

#### 1925-1929
En noviembre de 1925, participa en la muestra colectiva “Primer Salón de Artistas Independientes”, expone cuatro obras: Kiosco, Hierodanza, Cabeza de inglés y Figura.
Pintó acuarelas aludiendo a temas festivos, marchas y rituales, en sus pinturas aparecen banderas argentinas y de otros países, especialmente latinoamericanos, esto concordaba con el criollismo urbano que proponía la revista Martín Fierro. 
En junio de 1926 visita la Argentina el futurista Filippo Tommaso Marinetti. En su honor, se organizan charlas, conferencias y la “Exposición de Pintores Modernos”, donde exponen Xul Solar, Emilio Pettoruti, Norah Borges, el decorador Pedro Illari y los arquitectos Alberto Prebisch y Ernesto Vautier. El mismo año expone en “La Peña” del Café Tortoni, también Ilustra el libro de Borges “El tamaño de mi esperanza”.
En 1927 pinta "Drago", una de sus obras más emblemáticas. En esta pintura se puede ver un hombre montado sobre un dragón portando las banderas de los países de Iberoamérica, en el ángulo inferior derecho las banderas de España, Portugal y Estados Unidos; en la cabeza del dragón se visualizan símbolos religiosos. En la parte superior aparece un cometa.
La doctora Patricia Artundo realiza la siguiente interpretación:

Fue pintada en el momento en que se produjo la famosa polémica en torno a la propuesta lanzada desde España por Guillermo de Torre, en su nota titulada “Madrid, meridiano intelectual de Hispanoamérica”. En ella, su autor proponía recuperar y fortalecer los lazos de América de habla hispana con España; una manera, además, de hacer frente al dominio cultural francés. Una propuesta que fue percibida como paternalista y neocolonialista y que generó una reacción negativa tanto de los argentinos como de una gran cantidad de intelectuales y escritores latinoamericanos.

Drago es precisamente la respuesta del artista ante esa propuesta. Y, como verdadero texto narrativo en imágenes, puede ser leída como un manifiesto. Es el nuevo hombre –el neocriollo– quien, montado sobre un dragón embanderado con cada una de las banderas de los países de América Ibérica, se dirige desafiante a la conquista del Viejo Mundo. Un nuevo camino a ser recorrido que implicaba la inversión de los espacios de colonización y dominación. Y que, al mismo tiempo, afirmaba la propia identidad, en momentos en que la vanguardia latinoamericana había ya incorporado dentro de su propia reflexión aquello que la distingue de su par europea: las cuestiones identitarias y los nacionalismos.

También expone junto a Norah Borges, Juan Del Prete, Héctor Basaldúa, Pedro Figari, Thibon de Libian y Quinquela Martín, entre otros, en la “Primera Exposición Permanente de Arte Argentino” del Salón Florida. En octubre del mismo año expone en la “Gran Feria de la Pintura Joven” en Boliche de Arte (Exposición colectiva).
En noviembre de 1928 su familia adquiere la vivienda de la calle Laprida 1214, que sería la residencia permanente del artista, hasta que en 1957 se mudara a su casa sobre el Río Luján, en Tigre. 
La casa de la calle Laprida se convertiría en 1993 en el Museo Xul Solar.
Ilustra en el mismo año, con seis viñetas, el libro de Borges “El idioma de los argentinos” (M. Gleizer Editor, Buenos Aires, 1928), el original, perteneciente a la biblioteca personal de Xul Solar, con cubierta pintada al óleo e interior ornamentado a la acuarela, posee además, una dedicatoria manuscrita donde se puede leer: “A Juan Iraizoz, amigo de árboles y de libros, con la estima cordial de Jorge Luis Borges”. La primera edición tuvo una tirada limitada de 500 ejemplares.
Entre el 15 y el 28 de mayo de 1929, Xul realiza una exposición individual, en “Amigos del Arte”, donde exhibe 62 obras; el evento tuvo muy buena repercusión. En el mismo año se publicaron dos entrevistas, en “Almanaque de la Mujer” y en “La Nación”.

### Década del 30
A mediados de 1930, termina de escribir sus visiones de los San Signos o Libro del Cielo, escrito en neocriollo, compuesto por sesenta y cuatro visiones, basadas en los sesenta y cuatro hexagramas de Yi Ching o Libro de las mutaciones. Xul continuará modificando este texto hasta avanzada la década del 50.
En 1931, publica dos textos enteramente en neocriollo: “Apuntes de neocriollo”, en la revista Azul, dirigida por Pablo Rojas Paz; y “Poema”, en el único número de la revista Imán (editado por Elvira de Alvear en París).
También, en mayo de 1931, expone en el Salón de Pintores Modernos, muestra organizada por “Amigos del Arte”, en donde exhibe: Bosqe i yogi, Ciudá qe ángel se le va, Ruinas con gente, Mansierpe, entre otras. En septiembre exhibe en el Salón Centenario de Montevideo.
Expone durante el mes de junio de 1932 en la Agrupación Artística Signo, dirigida por Leonardo Estarico, que funcionaba en el subsuelo del Hotel Castelar. En noviembre, exhibe obras en el Salón de Arte del Cincuentenario de La Plata, Museo Provincial de Bellas Artes, cuyo director era Pettoruti. El museo adquiere su obra "Palacios en Bría". En esta acuarela se pueden observar signos y símbolos, el sol, crucifijos y calaveras. La incorporación de formas y planos, las transparencias y los vibrantes colores producen una sensación de profundidad.
En abril de 1933, la agrupación Signo organiza la exposición titulada “El violín de Ingres. Pintores que escriben y escritores que pintan”. Participan de esta experiencia los escritores Nicolás Olivari, Alfonsina Storni, Jorge L. Borges, Ulises Petit de Murat, Norah Lange, Raúl González Tuñón y Leonidas Barletta que exhiben pinturas. Xul presenta “Poema” redactado en neocriollo.
Participa en mayo de 1934, en la “Gran Exposición de Arte”; Salón de Dibujos, Acuarelas, Grabados; evento organizado por la Asociación Amigos del Arte.
El mismo año vende un piano adquirido en 1930, para comprar un dulcitone, que luego reformará con el propósito de simplificar el modo de aprender y ejecutar el instrumento.
En 1935 realiza exposiciones en Flores en Florida, Amigos del Arte, y en el Salón de Pintores Modernos.
En 1936, Publica “Visión sobrel trilíneo”, otra de sus visiones en neocriollo, en la revista Destiempo, editada por Jorge Luis Borges y Adolfo Bioy Casares. Al final agrega “(esto está e criol, o neocriollo, futur lenguo del Contenente)”.
También en 1936 pinta “Vuel Villa”. Cerca de 1959 escribiría “Vuelvilla”, donde propondrá la ciudad volante como solución a un mundo superpoblado. Esta ciudad vuela gracias a globos aerostáticos y hélices con motores; sobre la cubierta de esta nave se levantan edificios, chimeneas y se pueden apreciar escaleras colgantes.
Este mismo año conoce a su futura esposa, Lita (Micaela Cadenas), en las reuniones que se organizaban en su casa, donde se enseñaba astrología.
En junio de 1937 expone en el Quinto Salón de Arte de La Plata, Comisión Provincial de Bellas Artes, y en el IV° Salón de Otoño en Amigos del Arte.
En 1938, Inicia el proyecto de un nuevo tipo de pintura que denominará pensiformas o grafías plastiútiles, basadas en la escritura estenográfica, sería una forma de escritura plástica creada a partir de signos verbales y visuales. Si el espectador conocía estos códigos, podía interpretar el sentido de la frase. Las primeras obras con este código fueron “Prigrafia”, “Grafia” y “Una grafía”.
En 1939 se inauguró el Pan-Klub, en la casa de Xul, este sería un lugar de encuentro para intelectuales y gente que comparta las mismas inquietudes, que sigue funcionando en la actualidad.

### Década del 40
En julio de 1940, vuelve a realizar una exposición individual, exhibe veinticinco obras en “Amigos del Arte”. Agrega una novedad temática:  Grafías que expresan un nuevo sistema de escritura con base de signos estenográficos (taquigrafía).
Su constante búsqueda de nuevos lenguajes lo lleva a inventar este sistema.
En 1941 comienza una nueva etapa en el estilo su pintura, emplea gamas monocromáticas como modalidad expresiva. Obras destacadas de este período son "Fiordo", "Muros" y "escaleras" y "Valle Hondo".

Dictó, en dos oportunidades, conferencias de astrología en la Universidad Espiritualista Americana de Rosario, que dirigía su amigo Santiago Bovisio. La primera, en 1943, se denominó “La Astrología mejor”; y en 1944 “Conceptos generales en la práctica de la Astrología” y “Bhavo Chakro”.
Santiago Francisco Bovisio (1903 - 1962). Maestro espiritual y educador. Realizó su obra en Argentina. Nació el 29 de septiembre de 1903 en Bérgamo, Italia. Su infancia y adolescencia transcurrió en Vigevano, localidad ubicada a 30 km de Milán. Estudió en un colegio pasionista de Novara durante su adolescencia. Luego se formó en Venecia en movimientos de filosofía, historia y tradiciones universales.
En 1926, con 22 años partió hacia Argentina con la misión de realizar una obra espiritual.
La obra espiritual de Bovisio se concretó con la creación de Cafh, un camino de desenvolvimiento espiritual (Buenos Aires, 1937), institución que permanece hasta la actualidad. También desarrolló una notable labor educativa. Fundó la Universidad Espiritualista Americana (Rosario, 1940); la Unión Educativa General San Martín (Córdoba, 1943); el Colegio Santa Rosa de Lima (Embalse, Córdoba, 1948); la Escuela Merceditas de San Martín (Mendoza, 1954); la Asociación de Cultura Espiritual Argentina (Buenos Aires, 1955); y la Escuela Niños Argentinos (La Plata, 1961).
Santiago Bovisio falleció en un accidente automovilístico el 3 de julio de 1962 en la Ruta Nacional 8, km 588 entre las localidades de Río Cuarto y La Carlota, provincia de Córdoba, Argentina. Había partido desde Embalse hacia Buenos Aires. Era un día de frío y nieve. El asfalto estaba resbaladizo, el auto chocó contra un ómnibus que venía de frente. Bovisio iba de acompañante y murió en forma instantánea. Está enterrado en el cementerio de Almafuerte (Córdoba). 

#### 1946, Matrimonio con Micaela Cadenas
El 13 de agosto de 1946 Xul se casa con Micaela Cadenas, (Lita), su discípula, Xul tenía 59 años, Lita 44. Ella fue muy importante para Xul, además de su esposa, él la consideraba su amiga y su "cuidra”, que en neocriollo significa cuidadora. Lita leía las interpretaciones de las cartas que Xul diseñaba, como profunda conocedora de la astrología.
Años más tarde Xul le confesaría a su amiga y poetiza Olga Orozco que, en su carta astral, la confluencia de dos planetas le impedía contraer matrimonio, pero que hubo un lapso de 48 horas que suprimiría ese impedimento, lo que le permitió preguntarle a Lita si se casaría con él.
Años más tarde, después del fallecimiento de Xul, Lita promueve la creación del museo, que sigue funcionando en la actualidad, en la casa de la calle Laprida 1212.

#### 1947-1949
En 1947 escribe para la revista “Él”:

"Soy campeón del mundo de un panjuego que todavía nadie conoce: el panajedrez. Soy maestro de una escritura que nadie lee todavía. Soy creador de una nueva técnica musical, de una grafía musical que permitirá que el estudio del piano, por ejemplo, sea posible en la tercera parte del tiempo que hoy lleva estudiarlo. Soy creador de una lengua universal –la panlingua– sobre base numérica y astrológica, que tanto contribuiría a que los pueblos se conociesen mejor unos a otros. Soy creador del neocriollo, lengua que reclama al mundo de Latinoamérica. Soy el director de un teatro que todavía no funciona…”...

Participa en 1949, en una exposición en S.A.D.E., junto a otros artistas, en ocasión del 25 aniversario, del periódico quincenal “Martín Fierro”.

### Década del 50
A partir de 1951 y hasta mediados de la década, realiza una serie de pinturas relacionadas con el estudio de la cábala y la astrología. Realiza el Árbol de la Vida al que denomina “Pan-tree”. Intentando encontrar el modo de adaptar los doce signos del zodíaco a la cábala, para lo cual agrega dos sefirot (esferas) más a los diez ya establecidos. El Árbol de la Vida es una representación del universo con diez cualidades ideales, que se unen mediante veintidós senderos, estos simbolizan, las veintidós letras del alfabeto hebreo.
En octubre de 1953 presenta una exposición individual, “Pinties y Dibujos” en la Sala V de Van Riel. Xul escribe en “Explica”, el catálogo de la muestra, un análisis sobre sus búsquedas plásticas, lo que él denomina “Panbeldokie”, total doctrina estética, e incluye un diagrama para facilitar la comprensión. Se basa en la doctrina de los “temperamentos” –aire, tierra, fuego y agua– cuando se combina con las polaridades positiva, negativa y neutra, el resultado son los doce signos del zodíaco.
En 1954 compra una casa en Tigre, sobre el río Luján, en Villa La Ñata. Xul la denomina “Li-Tao”, nombre formado por la sílaba “Li” que corresponde al apodo “Lita”, su esposa; y “Tao”, principio supremo e impersonal de orden y de unidad del universo, según la filosofía oriental.
Por estos años encara proyectos de arquitecturas y fachadas para las casas en el Delta. se radica allí hacia fines de la década, donde trabaja y reside hasta su muerte en 1963.
En 1957 escribe para la revista Lyra, con su particular sentido del humor, el artículo “Propuesta para más vida futura”. En este plantea la indispensable introducción de mejoras en la futura conformación física humana, sugiere colocar apéndices con forma de espiral que se injertarían en las plantas del pie con el propósito de lograr una forma más ágil de desplazarse, también promueve el desarrollo anatómico de seres a los que denomina “colnursas”, destinados al amamantamiento abundante; además, el perfeccionamiento de los bebés, en vista de un futuro superpoblado.

### Década del 60
El 15 de mayo de 1960 recibe el “Certificado de Bautizo Espiritual”, iniciación al Kriya Yoga, firmado por Yogacharya y G.M. Cuaron. Por medio de esta ceremonia, Xul se compromete a poner todo de su parte para ser ejemplo de los ideales y promover los propósitos de la institución. Traduce del inglés al neocriollo El maestro dijo, de su fundador Paramahansa Yogananda.
En julio de 1961, sus obras son expuestas en la muestra “Arte Argentina Contemporanêa. Auspiciado pela Embaixada da Republica Argentina no Brasil, Museu de Arte Moderna do Rio de Janeiro”.
En 1962 participa de la muestra colectiva “Art argentine actual”, en la galería Nationale d’Art Moderne, en París.
En agosto del mismo año dicta la “Conferencia sobre la lengua”, en el Archivo General de la Nación. Consiste en un análisis del idioma español, al que Xul considera imperfecto, expone sobre la necesidad de emprender la búsqueda para una comunicación más simple entre los pueblos. Afirma que “podría preverse para nuestra Pan América -y el resto del planeta- que el español, el portugués y el inglés, con su gran mayoría de voces en común entre ellos, puedan aproximarse más, y hasta fundirse en una sola lengua vulgar”
El 9 de abril muere en su casa del Tigre. Sostenía en sus manos, un rosario de setenta y una piezas talladas en madera, que él mismo había coloreado, con la cruz de Caravaca. Lo acompañaba su esposa Lita. En el entierro Borges pronuncia un discurso. 
En el mes de octubre se realiza la exposición retrospectiva “Homenaje a Xul Solar 1887-1963” en el Museo Nacional de Bellas Artes.  con prólogo de Borges en el catálogo y la exhibición de noventa y tres obras.

## Su pintura
La pintura de Xul Solar es fantástica, antes que surrealista, como a veces se la definió. El poeta Fernando Demaría, en un ensayo intitulado “Xul Solar y Paul Klee” publicado en 1971 en la revista argentina de cultura Lyra, escribió: «No es fácil para el espíritu humano elevarse de la astrología a la astronomía, pero haríamos un error si olvidáramos que un auténtico astrólogo como Xul Solar está cerca de la fuente de las estrellas. El primitivismo de Xul Solar es anterior a la aparición de los dioses...» 
Realiza la mayor parte de su obra en pequeño o mediano formato, utilizando acuarela o témpera, aunque también emplea óleo, experimenta con soportes no convencionales como el cartón, la madera y el vidrio.
Sus primeras pinturas están cargadas de simbolismos y el dibujo es esquemático. Hacia 1918, su temática comienza a incluir motivos arquitectónicos y composiciones geométricas. A partir de 1923, se produce la inclusión de la figura humana. 
En 1924, de regreso en Argentina, adopta símbolos tales como señales, letras, banderas, símbolos religiosos como la cruz y la estrella de David; números, flechas, signos del tarot, alusiones a las creencias orientales como la serpiente, el dragón y el pájaro. Su técnica incluye formas esquemáticas planas y figuras geométricas.
Exponentes de este periodo son sus pinturas:  Las cuatro (1922), Dos casas (1922), Tú y yo (1923), Jefa (1923), Dos parejas (1924), Doce escaleras (1925), Jol (1926) y Drago (1927).
En 1930 cambia la situación política y comienza una crisis económica. 
Xul compone “países imaginarios”. Referentes de esta etapa son; País (1932), Palacio Almi (1932) y en Palacio Bria (1932).
Aparecen también paisajes fantásticos con abismos y laberintos, como se puede apreciar en Paisaje (1932) y Paisaje celestial (1933).
Más adelante pinta Vuel Villa (1936), una ciudad flotante; Rocas Lagui (1933), Puerta del Este (1935) y Ciudá Lagui (1939).
Al acercarse la Segunda Guerra Mundial, acorde con el estado de ánimo de entonces, entra en su etapa monocromática y cambia la acuarela por la témpera. Reflejan este período; Fiordo (1943), Muros y escaleras (1944), Ciudá y abismos (1946).
En 1948 retorna a sus paisajes místicos. Sus obras destacadas de esta época son: Zigzag con kioskos (1948), Montes de nueve torres (1949). También en 1949 pinta la serie de cuatro “plurentes”, rostros que se superponen y multiplican. De este mismo año son sus obras “musicales”; Impromptu con Chopin (1949), Cinco melodías (1949) y Coral Bach (1950).
En 1950, Xul retorna a los mundos herméticos; la cábala, las religiones antiguas y la astrología; Expresan este período sus pinturas Zodíaco (1953), Pan-tree (1954) y Gestación de Jesús (1954).
En 1954, cuando compra una casa en Tigre, encara proyectos de arquitecturas y fachadas para las casas en el Delta.
A partir de 1960, trabaja en dibujos decorativos y vuelve al color; en esta etapa se observan reminiscencias de Paul Klee.

## Lenguajes inventados
Xul Solar inventó dos lenguas: la panlengua y el neocriollo. Según sus declaraciones, la panlengua es un idioma universal monosilábico, «de raíces básicas, unívocas e invariables, combinables a voluntad, de fonética fácil, musical». Es una lengua sin excepciones. El diccionario de esta lengua es el tablero de panajedrez. Sobre este lenguaje, el artista argentino declaró: «Soy el creador de un idioma universal, la panlengua, sobre bases numéricas y astrológicas, que contribuirá a que los pueblos se conozcan mejor».

### Neocriollo
Versión en neocriollo: «núo hi hial´ diáfano pro empiéöme, el signo, grande ante mí, está claro en xeól umbro; escali trépölo, entón encima fórmesele otro signo igual ke tamién trepö, i hidem idem, i así muitas vezes asta ke cánsömene, ya mui alti».
Versión en español: «desnudo y tan diáfano como el hielo empiezo a moverme adelante, el signo, grande delante de mí, está claro en la sombra infernal; lo trepo escalando, entonces encima se le forma otro signo igual que también trepo, y hago lo mismo otra vez, y así muchas veces hasta que me canso, ya muy alto».

### Panlengua
Este lenguaje fue desarrollado con la intención de ser utilizado a nivel mundial, consiste en una estructura monosilábica, de base numérica y astrológica y combinable a voluntad, sin gramática, que se escribe tal como se pronuncia, de raíces básicas, unívocas e invariables, de fonética fácil, musical y en la que todos los sonidos pronunciables están registrados.

## El Panajedrez

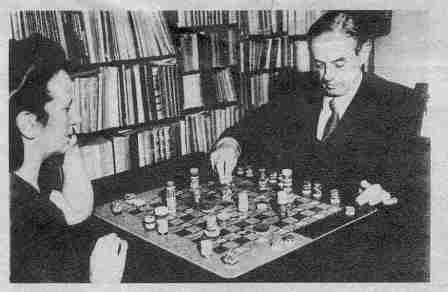
Xul y Lita jugando panajedrez (Foto: Museo Xul Solar)

El “panajedrez” o "panjuego", consiste en un tablero y fichas de diferentes colores y grabados. En este juego el objetivo no es derrotar al rival, sino que, de acuerdo con el movimiento de las piezas, se pueden crear composiciones musicales, poéticas o resolver problemas matemáticos.
El tablero de 13 x 13 casillas, 12 para el juego, y una para la salida, posee en cada casilla una sílaba. Las piezas también tienen sílabas, excepto los peones que poseen números. Con la combinación de casillas, sílabas y números, a medida que la partida se desarrolla, se pueden ir creando diferentes composiciones. estas composiciones no se leen en español sino en “panlengua”.
Las piezas son planetas que navegan por las constelaciones del zodiaco, pero también son consonantes que, al caer en las combinaciones silábicas de las casillas, pueden formar palabras inventadas, el número de combinaciones es infinito.
El movimiento de las piezas no responde a la estrategia o la táctica. El tablero tiene una función cósmica, los movimientos son indicados por la carta astral de cada jugador.
En una entrevista de 1984, Borges comenta:

Inventó también el “Panjuego” [...] Cada jugada del “Panjuego” es un poema, es un cuadro, es una pieza de música, es un horóscopo; [...] Hay una idea parecida en el Juego de los abalorios de Hermann Hesse, salvo que en el Juego de los abalorios uno comprende continuamente que se trata de la música, y no realmente de un “panjuego” como quería Xul, de un juego universal

## Obras
Algunas obras selectas son:
- Nido de Fénices, óleo sobre tabla, ca. 1914, colección privada
- Paisaje con Monumento, óleo sobre tabla, ca. 1914, colección privada, Buenos Aires
- Dos Anjos, 1915, acuarela sobre papel, Museo Xul Solar, Buenos Aires
- Entierro, 1915, acuarela sobre papel, Museo Xul Solar, Buenos Aires
- Ofrenda Cuori, 1915, acuarela sobre papel montada en tarjeta, Museo Xul Solar, Buenos Aires
- Reptil Que Sube, 1920, acuarela sobre papel, Museo Xul Solar, Buenos Aires
- Casas en Alto, 1922, acuarela sobre papel, Museo Xul Solar, Buenos Aires
- Grafía Antiga, 1939, témpera en papel, Museo Xul Solar, Buenos Aires
- Fiordo, 1943, témpera en papel, Museo Xul Solar, Buenos Aires
- Casi Plantas, 1946, témpera en papel, Museo Xul Solar, Buenos Aires
- Muros Biombos, 1948, acuarela sobre papel, Museo Xul Solar, Buenos Aires
- Pan Árbol, 1954, acuarela sobre papel, Museo Xul Solar, Buenos Aires
- Cruz, 1954, madera y acuarela, Museo Xul Solar, Buenos Aires
- Grafía, 1961, témpera en papel, Museo Xul Solar, Buenos Aires
- Mi Pray Per To Min Guardianjo, 1962, témpera en papel, Museo Xul Solar, Buenos Aires

### Selección de exposiciones
- 1920 – Xul Solar y el escultor llamado Arturo Martini, Galería Arte, Milán, 27 de noviembre al 16 de diciembre
- 1924 – Exposition d’Art Américain-Latin, Musée Gallièra, París, 15 de marzo al 15 de abril
- 1924 – Primer Salón Libre, Witcomb, Buenos Aires
- 1925 – Salón de los Independientes, Buenos Aires
- 1926 – Exposición de Pintores Modernos, Amigos del Arte, Buenos Aires
- 1929 – Xul Solar, Amigos del Arte, Buenos Aires, mayo
- 1930 – Salón de Pintores y Escultores Modernos, Amigos del Arte, Buenos Aires, October
- 1940 – Xul Solar, Amigos del Arte, Buenos Aires
- 1949 – Xul Solar, Galería Samos, Buenos Aires
- 1951 – Xul Solar, Galería Guion, Buenos Aires
- 1952 – Pintura y Escultura Argentina de Este Siglo, Museo Nacional de Bellas Artes, Buenos Aires
- 1953 – Xul Solar, Galería van Riel, Sala V, Buenos Aires
- 1963 – Homenaje a Xul Solar, Museo Nacional de Bellas Artes, Buenos Aires
- 1965 – Xul Solar: Exposición Retrospectiva, Galería Proar, Buenos Aires
- 1966 – IIIª Bienal Americana de Arte: Homenaje a Xul Solar, Museo Provincial de Bellas Artes, Córdoba
- 1978 – Xul Solar, Galería Rubbers, Buenos Aires
- 1993 – Xul Solar: A Collector’s Vision, Rachel Adler Gallery, New York
- 1994 – Xul Solar: the Architectures, Courtauld Institute Galleries, Londres
- 2005 – Xul Solar: Visiones y Revelaciones, Colección Costantini, Buenos Aires, 17 de junio al 15 de agosto
- 2013 – Xul Solar and Jorge Luis Borges: The Art of Friendship, Americas Society, New York, 18 de abril al 20 de julio; y Phoenix Art Museum, Phoenix, AZ, 21 de septiembre al 31 de diciembre.